# 哈伦·多安
哈伦·多安（土耳其語：Harun Doğan，1976年1月1日—），土耳其男子摔跤运动员。他曾代表土耳其参加世界摔跤锦标赛，获得一枚金牌、一枚银牌和一枚铜牌。他也曾参加1996年、2000年和2004年夏季奥林匹克运动会。